# Miguel Parrales
Miguel Enrique Parrales Vera (26 dicembre 1995) è un calciatore ecuadoriano, centrocampista dell'Orense, in prestito dal Guayaquil City.

## Carriera

### Nazionale
Ha disputato il campionato sudamericano di calcio Under-20 2013, giocando 8 partite e segnando 2 gol. Era il calciatore più piccolo della manifestazione (16 anni).